# Trådklöver
Trådklöver (Trifolium dubium), är en växtart i familjen ärtväxter. 
Växten är lik arten humlelusern (Medicago lupulina) men denna arts blommor sitter inte som hos klövrar kvar runt den mogna frukten samt har småblad bredare än 5 mm. 

Trådklöver växer i öppna gräsmarker och i vägkanter i södra Sverige upp till Uppland.